# Cocalodes
Cocalodes — род пауков из семейства пауков-скакунов. Более 10 видов.

## Распространение
Юго-восточная Азия: Индонезия и Новая Гвинея.

## Классификация
Выделяют более 10 видов.
- Cocalodes cygnatus Wanless, 1982 — Индонезия
- Cocalodes expers Wanless, 1982 — Новая Гвинея
- Cocalodes innotabilis Wanless, 1982 — Новая Гвинея
- Cocalodes leptopus Pocock, 1897 — Индонезия typus
- Cocalodes longicornis Wanless, 1982 — Новая Гвинея
- Cocalodes longipes (Thorell, 1881) — Индонезия, Новая Гвинея
- Cocalodes macellus (Thorell, 1878) — Индонезия, Новая Гвинея
- Cocalodes papuanus Simon, 1900 — Новая Гвинея
- Cocalodes platnicki Wanless, 1982 — Новая Гвинея
- Cocalodes protervus (Thorell, 1881) — Новая Гвинея
- Cocalodes thoracicus Szombathy, 1915 — Новая Гвинея
- Cocalodes turgidus Wanless, 1982 — Новая Гвинея